# Psoronactis
Psoronactis is een monotypisch geslacht van schimmels behorend tot de familie Roccellaceae. Het geslacht bevat allen Psoronactis dilleniana.